# Ivan Danihel
Ivan Danihel (27. prosince 1941 – 25. dubna 2010) byl slovenský a československý politik a bezpartijní poslanec Sněmovny národů Federálního shromáždění za normalizace.

## Biografie
K roku 1971 se profesně uvádí jako dělník. Ve volbách roku 1971 zasedl do slovenské části Sněmovny národů (volební obvod č. 81 – Stupava, Západoslovenský kraj). Ve FS setrval do konce funkčního období, tedy do voleb roku 1976.